# Kano og kajak under sommer-OL 2020 – C2 1000 m (herrer)
Herrernes 1000 meter toerkano under sommer-OL 2020 finder sted den 3. august - 4. august 2020 på Sea Forest Waterway, der ligger i Tokyo Bay zonen.

## Medaljefordeling
| Medaljetagere                          | Medaljetagere                  | Medaljetagere                             | Medaljetagere |
| -------------------------------------- | ------------------------------ | ----------------------------------------- | ------------- |
| Guld                                   | Sølv                           | Bronze                                    |               |
| Cuba · Serguey Torres · Fernando Jorge | Kina · Liu Hao · Zheng Pengfei | Tyskland · Sebastian Brendel · Tim Hecker |               |

## Format
Konkurrencen bliver indledt med to indledende heats. De to bedste fra hvert heat går til semifinalerne, mens de øvrige mødes i de to kvartfinaler. Her går de tre bedste i hver kvartfinale videre til semifinalerne. I semifinalerne går de fire bedste til finalen mens de resterende får mulighed for at konkurrere om placeringerne fra 9 - 16 i B finalen.

## Kvalifikation
Hver NOC kan kvalificere én båd i klassen.
| Kvalifikation                          | Dato                  | Vært     | Pladser | Kvalificeret                                                                  |
| -------------------------------------- | --------------------- | -------- | ------- | ----------------------------------------------------------------------------- |
| 2019 ICF Verdensmesterskab             | 21. – 25. august 2019 | Ungarn   | 8       | Kina · Ungarn · Hviderusland · Tyskland · Usbekistan · Cuba · Ukraine · Chile |
| 2019 African Games                     | 26. – 31. august 2019 | Marokko  | 1       | São Tomé og Príncipe                                                          |
| Asiatiske Mesterskaber 2020            | 26. – 29. marts 2020  | Thailand | 1       |                                                                               |
| Europæisk Kvalifikationsturnering 2020 | 6. – 7. maj 2020      | Tjekkiet | 2       |                                                                               |
| Pan Am Kvalifikationsturnering 2020    | 7. – 10. maj 2020     | Chile    | 1       |                                                                               |
| Total                                  |                       |          | 13      |                                                                               |

## Tidsplan
Nedenstående tabel viser tidsplanen for afvikling af konkurrencen:
| Dato      | Tid   | Runde         |
| --------- | ----- | ------------- |
| 3. august | 10:32 | Heat 1        |
| 3. august | 10:40 | Heat 2        |
| 3. august | 12:36 | Kvartfinale 1 |
| 3. august | 12:44 | Kvartfinale 2 |
| 4. august | 09:46 | Semifinale 1  |
| 4. august | 09:56 | Semifinale 2  |
| 4. august | 11:45 | B Finale      |
| 4. august | 11:55 | Finale        |

## Resultater

### Heat 1
| Placering | Bane | Atlet                                | Nation     | Tid      | Note |
| --------- | ---- | ------------------------------------ | ---------- | -------- | ---- |
| 1         | 6    | Liu Hao Zheng Pengfei                | Kina       | 3:37.783 | SF   |
| 2         | 5    | Serguey Torres Fernando Jorge        | Cuba       | 3:39.028 | SF   |
| 2         | 4    | Jacky Godmann Isaquias Queiroz       | Brasilien  | 3:48.378 | QF   |
| 4         | 1    | Sergey Yemelyanov Timofey Yemelyanov | Kasakhstan | 3:49.079 | QF   |
| 5         | 7    | Roland Varga Connor Fitzpatrick      | Canada     | 3:49.263 | QF   |
| 6         | 3    | Wiktor Głazunow Tomasz Barniak       | Polen      | 3:49.956 | QF   |
| 7         | 2    | Balázs Adolf Dániel Fejes            | Ungarn     | 3:53.964 | QF   |

### Heat 2
| Placering | Bane | Atlet                                              | Nation                    | Tid      | Note |
| --------- | ---- | -------------------------------------------------- | ------------------------- | -------- | ---- |
| 1         | 5    | Sebastian Brendel Tim Hecker                       | Tyskland                  | 3:42.774 | SF   |
| 2         | 7    | Cayetano García Pablo Martínez                     | Spanien                   | 3:44.947 | SF   |
| 3         | 3    | Petr Fuksa Martin Fuksa                            | Tjekkiet                  | 3:53.056 | QF   |
| 4         | 4    | Viktor Melantyev Vladislav Chebotar                | Ruslands Olympiske Komité | 4:00.218 | QF   |
| 5         | 2    | Cătălin Chirilă Victor Mihalachi                   | Rumænien                  | 4:00.459 | QF   |
| 6         | 6    | Pavlo Altukhov Dmytro Ianchuk                      | Ukraine                   | 4:06.089 | QF   |
| 7         | 1    | Buly Da Conceição Triste Roque Fernandes dos Ramos | São Tomé og Príncipe      | 4:34.880 | QF   |

### Kvartfinale 1
| Placering | Bane | Atlet                               | Nation                    | Tid      | Note |
| --------- | ---- | ----------------------------------- | ------------------------- | -------- | ---- |
| 1         | 5    | Jacky Godmann Isaquias Queiroz      | Brasilien                 | 3:48.611 | SF   |
| 2         | 2    | Pavlo Altukhov Dmytro Ianchuk       | Ukraine                   | 3:49.356 | SF   |
| 3         | 3    | Cătălin Chirilă Victor Mihalachi    | Rumænien                  | 3:51.565 | SF   |
| 4         | 6    | Balázs Adolf Dániel Fejes           | Ungarn                    | 3:53.559 | FB   |
| 5         | 4    | Viktor Melantyev Vladislav Chebotar | Ruslands Olympiske Komité | 4:09.956 | FB   |

### Kvartfinale 2
| Placering | Bane | Atlet                                              | Nation               | Tid      | Note |
| --------- | ---- | -------------------------------------------------- | -------------------- | -------- | ---- |
| 1         | 6    | Wiktor Głazunow Tomasz Barniak                     | Polen                | 3:49.770 | SF   |
| 2         | 5    | Petr Fuksa Martin Fuksa                            | Tjekkiet             | 3:50.635 | SF   |
| 3         | 3    | Roland Varga Connor Fitzpatrick                    | Canada               | 3:50.768 | SF   |
| 4         | 4    | Sergey Yemelyanov Timofey Yemelyanov               | Kasakhstan           | 3:55.157 | FB   |
| 5         | 2    | Buly Da Conceição Triste Roque Fernandes dos Ramos | São Tomé og Príncipe | 4:44.055 | FB   |

### Semifinale 1
| Placering | Bane | Atlet                            | Nation   | Tid      | Note   |
| --------- | ---- | -------------------------------- | -------- | -------- | ------ |
| 1         | 4    | Liu Hao Zheng Pengfei            | Kina     | 3:27.023 | OB, FA |
| 2         | 2    | Cătălin Chirilă Victor Mihalachi | Rumænien | 3:27.399 | FA     |
| 3         | 3    | Wiktor Głazunow Tomasz Barniak   | Polen    | 3:28.282 | FA     |
| 4         | 5    | Cayetano García Pablo Martínez   | Spanien  | 3:28.594 | FA     |
| 5         | 6    | Pavlo Altukhov Dmytro Ianchuk    | Ukraine  | 3:28.775 | FB     |

### Semifinale 2
| Placering | Bane | Atlet                           | Nation    | Tid      | Note   |
| --------- | ---- | ------------------------------- | --------- | -------- | ------ |
| 1         | 4    | Sebastian Brendel Tim Hecker    | Tyskland  | 3:26.812 | OB, FA |
| 2         | 5    | Serguey Torres Fernando Jorge   | Cuba      | 3:27.102 | FA     |
| 3         | 2    | Roland Varga Connor Fitzpatrick | Canada    | 3:27.145 | FA     |
| 4         | 3    | Jacky Godmann Isaquias Queiroz  | Brasilien | 3:27.167 | FA     |
| 5         | 6    | Petr Fuksa Martin Fuksa         | Tjekkiet  | 3:28.927 | FB     |

### B Finale
| Placering | Bane | Atlet                                              | Nation                    | Tid      | Note |
| --------- | ---- | -------------------------------------------------- | ------------------------- | -------- | ---- |
| 9         | 2    | Viktor Melantyev Vladislav Chebotar                | Ruslands Olympiske Komité | 3:30.406 |      |
| 10        | 4    | Petr Fuksa Martin Fuksa                            | Tjekkiet                  | 3:31.240 |      |
| 11        | 6    | Balázs Adolf Dániel Fejes                          | Ungarn                    | 3:32.076 |      |
| 12        | 3    | Sergey Yemelyanov Timofey Yemelyanov               | Kasakhstan                | 3:32.873 |      |
| 13        | 5    | Pavlo Altukhov Dmytro Ianchuk                      | Ukraine                   | 3:33.330 |      |
| 14        | 7    | Buly Da Conceição Triste Roque Fernandes Dos Ramos | São Tomé og Príncipe      | 4:12.075 |      |

### Finale
| Placering                        | Bane | Atlet                            | Nation    | Tid      | Note |
| -------------------------------- | ---- | -------------------------------- | --------- | -------- | ---- |
| 1                                | 6    | Serguey Torres Fernando Jorge    | Cuba      | 3:24.995 | OB   |
| 2. plads, sølvmedaljemodtager(e) | 5    | Liu Hao Zheng Pengfei            | Kina      | 3:25.198 |      |
| 3                                | 4    | Sebastian Brendel Tim Hecker     | Tyskland  | 3:25.615 |      |
| 4                                | 8    | Jacky Godmann Isaquias Queiroz   | Brasilien | 3:27.603 |      |
| 5                                | 3    | Cătălin Chirilă Victor Mihalachi | Rumænien  | 3:29.285 |      |
| 6                                | 2    | Roland Varga Connor Fitzpatrick  | Canada    | 3:30.157 |      |
| 7                                | 7    | Wiktor Głazunow Tomasz Barniak   | Polen     | 3:32.317 |      |
| 8                                | 1    | Cayetano García Pablo Martínez   | Spanien   | 3:41.572 |      |